# Gereb Segen (May Gabat)
Gereb Segen (May Gabat) is een Ethiopisch stuwmeer in Inderta, een woreda (regio) van Tigray. De aarden dam werd gebouwd in 2016, als reserve voor drinkwater voor de stad Mekelle.

## Beheer
In 2018-2019 kon het reservoir de stad Mekelle onvoldoende bevoorraden met water:
- Buizen waardoor het water moet gepompt worden zijn te klein.
- Water infiltreert in het gesteente.

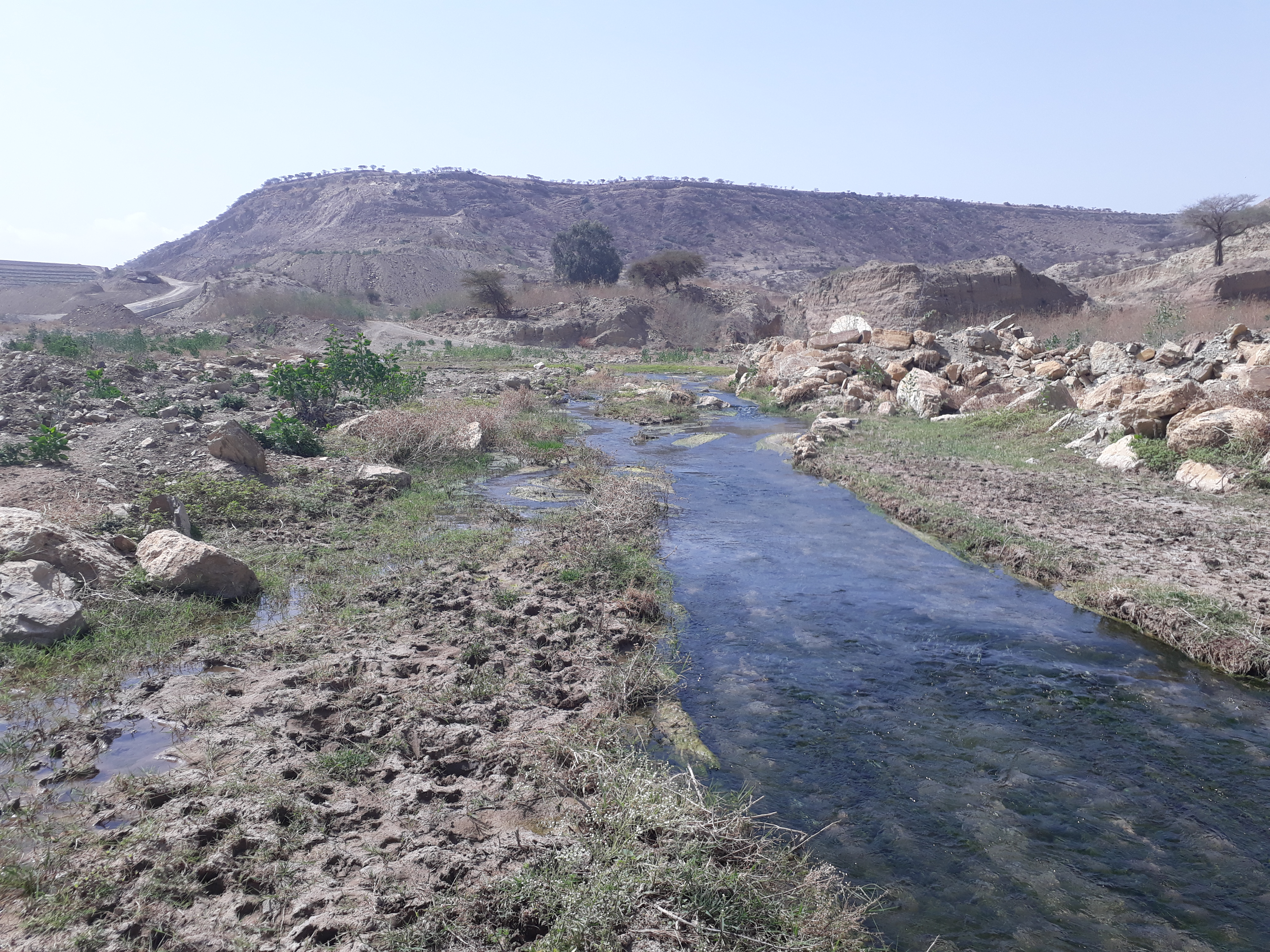
Weggelekt water uit het reservoir van Gereb Segen

- Afzetting van sediment door de May Gabat-rivier[1]

## Irrigatie
Alhoewel de reservoir niet voorzien is voor irrigatie, wordt het weggelekte water gebruikt voor irrigatie in de vallei stroomafwaarts. Het bekken bestaat uit kalksteen met een grote porositeit.

## Gelijknamige plaats
Gereb Segen (Hintalo) is een (kleiner) reservoir, zo'n 20 km in zuidwestelijke richting.